# Brewis
Brewis (znak krótkości; od łac. brevis: „krótki”) – znak diakrytyczny stosowany w alfabecie rumuńskim, tureckim, wietnamskim i innych. W cyrylicy występuje w rosyjskim Й, й oraz białoruskim Ў. W transkrypcji fonetycznej służy zwykle do oznaczania samogłosek słabych, tzw. krótkich (np. w łacinie).
W Unikodzie znak brewis występuje w wersjach:
| Znak | Unikod | Kod HTML            | Nazwa unikodowa       | Nazwa polska          |
| ---- | ------ | ------------------- | --------------------- | --------------------- |
| ˘    | U+02D8 | &#x02D8; lub &#728; | BREVE                 | brewis górny          |
| ̆     | U+0306 | &#x0306; lub &#774; | COMBINING BREVE       | brewis dostawny górny |
| ̮     | U+032E | &#x032E; lub &#814; | COMBINING BREVE BELOW | brewis dostawny dolny |